# Zinovij Rožestvenski
Zinovij Petrovič Rožestvenski (rusko Зиновий Петрович Рожественский), ruski mornariški častnik. * 11. november 1848, Sankt Peterburg, † 14. januar 1909, Sankt Peterburg.
Bil je admiral Ruske imperialne mornarice. Med bitko pri Cušimi je poveljeval 2. tihooceanski eskadri.

## Življenjepis
Rožestvenski se je leta 1848 rodil v Sankt Peterburgu. Pri 17 letih se je pridružil Ruski vojni mornarici, leta 1868 je diplomiral pri Mornariškem kadetnem korpusu in leta 1873 pri Mihajlovski artilerijski akademiji. Sprva je služil na Baltski floti kot topovski častnik. Viceadmiral Grigorij Butakov ga je opisal kot "grozno živčnega človeka, vendar pogumnega in zelo dobrega mornarja". Pred Rusko-turško vojno 1877-1878 je bil leta 1876 premeščen na Črnomorsko floto.
Med Rusko-turško vojno 1877-1878 je Rožestvenski služil na topnjači Vesta. 10. junija 1877 je šest torpednih šolnov poslušalo napasti oklepnice Turške vojne mornarice pri Sulini. Rožestvenski se je prostovoljno ponudil za vodenje prvega napada proti turškim ladjam, ki pa so se ga Turki obranili. Julija 1877 je napadel in v peturnem boju poškodoval turško bojno ladjo Feth-i-Bülend, za kar je bil odlikovan z redom svetega Jurija in redom svetega Vladimirja. Pozneje je služil kot poveljnik novoustanovljene Bolgarske vojne mornarice in na ruskih ladjah Kreml ter Gerzog Edinburgski, poveljeval pa je tudi ladjama Najezdnik (1890) in Grozjašči (1891).
Med letoma 1891 in 1893 je služil kot mornariški ataše v Londonu, leta 1894 pa je poveljeval križarki Vladimir Monomah, ki je bila del Sredozemske eskadre pod poveljstvom admirala Stepana Makarova. Med letoma 1896 in 1898 je poveljeval ladji za obalno obrambo Pervenec in leta 1898 je bil povišan v kontraadmirala. Leta 1902 je postal poveljnik glavnega štaba Ruske imperialne mornarice. 
Car Nikolaj II. je leta 1904 Rožestvenskemu naročil, naj odpelje ladje Baltske flote v vzhodno Azijo kot okrepitev Tihooceanski floti. Potovanje iz Sankt Peterburga do Cušimske ožine je bilo najdaljše potovanje ladij na parni pogon v zgodovini. Naloga je bila zahtevna zaradi popolnoma novih ladij in neizkušenih mornarjev. Rožestvenski je bil vzkipljivega značaja pri ravnanju s podrejenimi v primeru nesposobnosti ali neupoštevanja ukazov. Zaradi britansko-japonskega zavezništva za oskrbovanje s premogom ni imel na razpolago pristanišč na poti in je moralo biti opravljeno na morju. Rožestvenski je 2. tihooceanski eskadri poveljeval s poveljniške ladje Knjaz Suvorov in je bil skeptičen do ideje o uporabi ladij Baltske flote skupaj z manj sposobnimi ladjami Tihooceanske flote. Eskadra je obsegala sedem bojnih ladij, osem križark, devet rušilev in več pomožnih ladij.
Rožestvenski je imel nalogo pripeljati ladje v Vladivostok in se pri tem izogibati spopadom z Japonci. Po okrepitvi Vladivostoške eskadre bi ruska flota ob primernem trenutku napadla japonsko. Japonci so bili o namenih Rožestvenskega preko mornariške obveščevalne dejavnosti obveščeni. Japonska flota pod poveljstvom admirala Toga Heihačira je pričakala floto Rožestvenskega 27. maja 1905 zvečer pri Cušimski ožini. Japonske ladje so ruskim presekale pot, tako da so lahko ruske obstreljevale z vsemi topovi, ruske pa so imele na razpolago samo prednje. V takšnem položaju je imel Rožestvenski na izbiro umik, takojšen boj ali približanje japonskim ladjam. Odločil se je za slednje, vendar je bilo bitke v 20 minutah konec. Potopljena je bila večina ruskih ladij, Rožestvenski pa je bil ranjen in je izgubil zavest. Preostale ruske ladje so se zbrale pod poveljstvom admirala Nikolaja Nebogatova in so se zaradi številčne premoči Japoncev predale. Rožestvenski je bil odpeljan na zdravljenje na Japonsko. Takrat ga je obiskal admiral Togo in mu namenil prijazne besede »Poraz je pogosta usoda vojaka. Pri tem ni nič sramotnega. Bistveno je, ali smo opravili svojo dolžnost«.
Leta 1906 je prišel Rožestvenski pred vojaško sodišče za katastrofo skupaj s svojimi preživelimi poveljniki bojnih ladij. Nekateri so bili zaprti, drugi pa ustreljeni zaradi izgube bitke ali predaje na morju. Carsko sodišče se je zavedalo, da se je Nebogatov predal v času nezavesti Rožastvenskega in ni bilo pripravljeno sprejeti odgovornosti slednjega. Kljub temu je Rožestvenski vztrajal pri svoji popolni odgovornosti zaradi zaščite svojih podrejenih. Kot je bilo pričakovano s strani sodišča, je car pomilostil na smrt obsojene kapitane na kratke zaporne kazni, preostale častnike pa oprostil. Rožestvenski je umrl leta 1909 za posledicami srčnega napada.